# Bệnh nấm Actinomyces
Actinomycosis / bệnh nấm Actinomyces là một bệnh do vi khuẩn truyền nhiễm hiếm gặp gây ra bởi các loài nấm Actinomyces. Khoảng 70% trường hợp nhiễm trùng là do Actinomyces israelii hoặc A. gerencseriae.  Nhiễm trùng cũng có thể được gây ra bởi các loài nấm Actinomyces khác, cũng như Propionibacterium propionicus, biểu hiện các triệu chứng tương tự. Tình trạng có khả năng là nhiễm trùng kỵ khí đa hình.

## Dấu hiệu và triệu chứng
Bệnh được đặc trưng bởi sự hình thành áp xe đau ở miệng, phổi, vú, hoặc đường tiêu hóa. Áp xe Actinomycosis phát triển lớn hơn khi bệnh tiến triển, thường qua nhiều tháng. Trong trường hợp nghiêm trọng, chúng có thể xâm nhập vào xương và cơ xung quanh đến da, nơi chúng bị vỡ và rò rỉ một lượng lớn mủ, thường chứa các hạt đặc trưng chứa đầy vi khuẩn con cháu. Những hạt này được đặt tên do sự xuất hiện của chúng, nhưng không thực sự bao gồm lưu huỳnh.

## Nguyên nhân

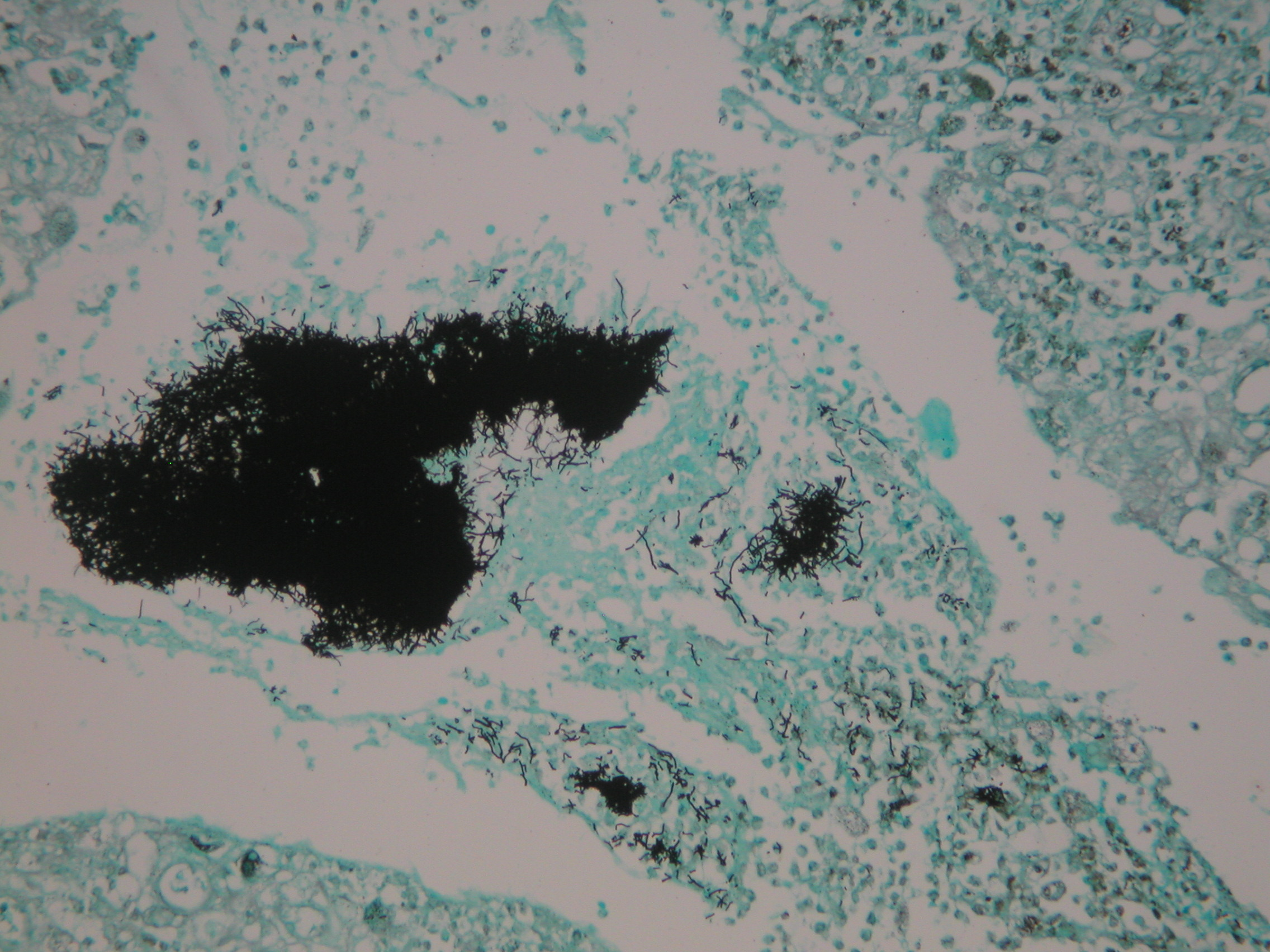
Actinomycosis với Vết bẩn Grocott

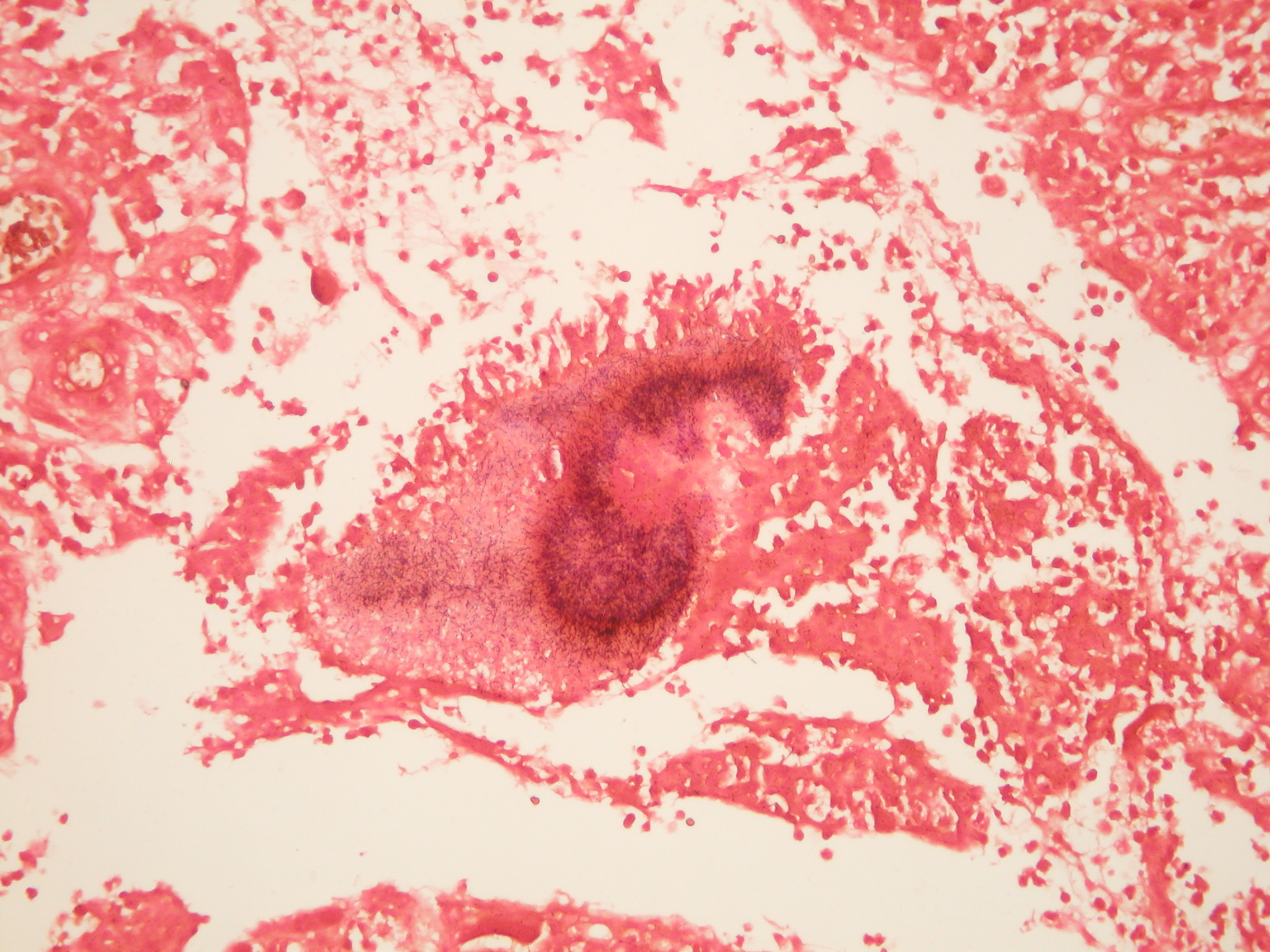
Actinomycosis nhuộm Gram

Actinomycosis chủ yếu gây ra bởi bất kỳ của một số thành viên của vi khuẩn chi Actinomyces. Những vi khuẩn nói chung là vi khuẩn kỵ khí. Ở động vật, chúng thường sống trong những khoảng trống nhỏ giữa răng và nướu, chỉ gây nhiễm trùng khi chúng có thể nhân lên tự do trong môi trường anoxic. Một người bị ảnh hưởng gần đây thường có công việc nha khoa, vệ sinh răng miệng kém, bệnh nha chu, xạ trị hoặc chấn thương (hàm bị vỡ) gây tổn thương mô tại niêm mạc miệng, tất cả đều khiến người đó mắc bệnh Actinomycosis. A. israelii là một bộ phận sinh sản bình thường của các loài vi sinh vật thuộc đường sinh sản dưới của phụ nữ. Chúng cũng là phần thưởng bình thường trong hệ vi khuẩn đường ruột của manh tràng; do đó, xạ trị bụng có thể xảy ra sau khi cắt bỏ ruột thừa. Ba vị trí nhiễm trùng phổ biến nhất là răng sâu, phổi và ruột. Actinomycosis không xảy ra trong sự phân lập từ các vi khuẩn khác. Nhiễm trùng này phụ thuộc vào các vi khuẩn khác (Gram dương, Gram âm và cocci) để hỗ trợ xâm lấn mô.